# Lijst van Nederlandse keramisten

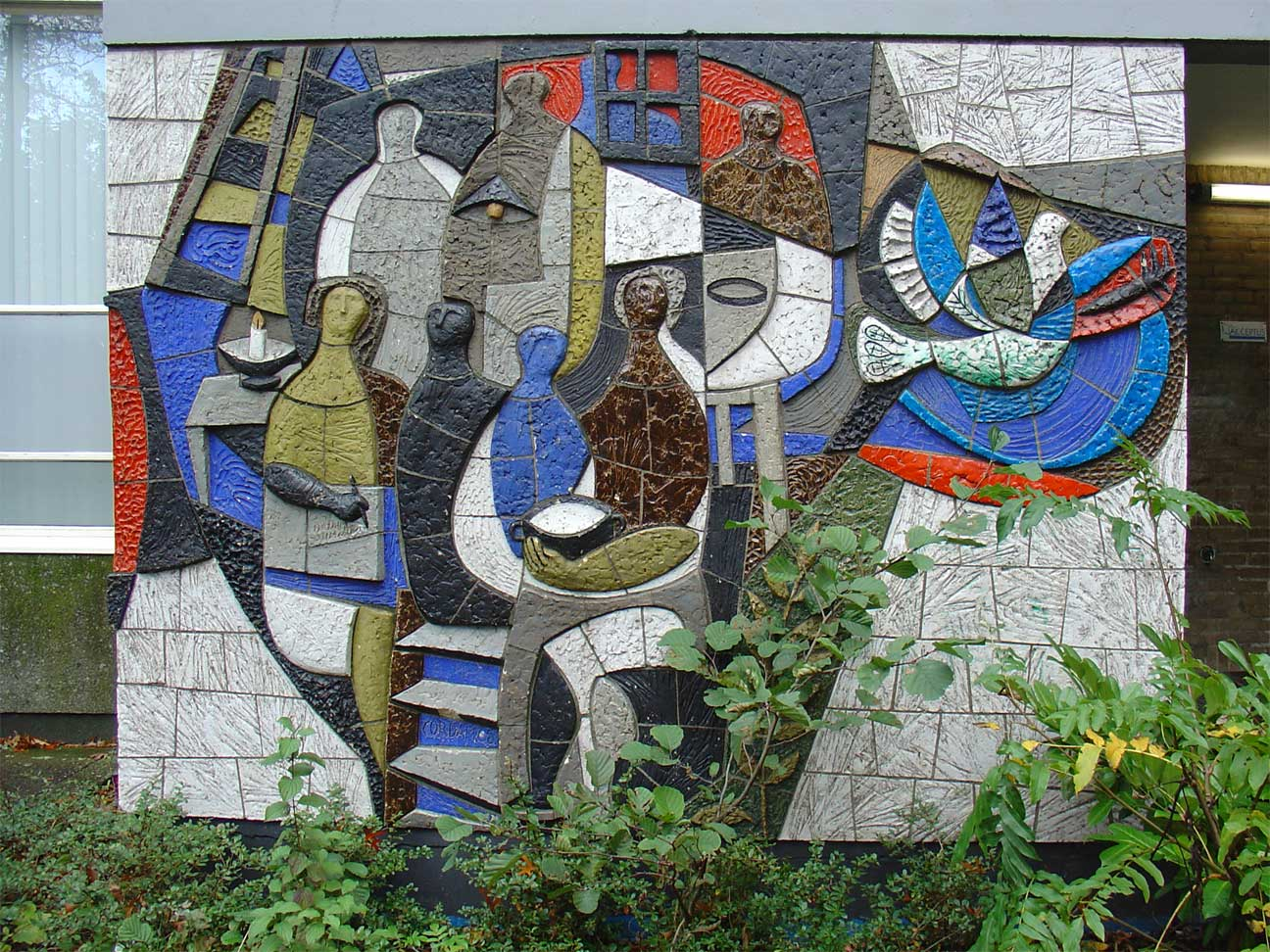
Cor Dam: Anne Frank, Gouda

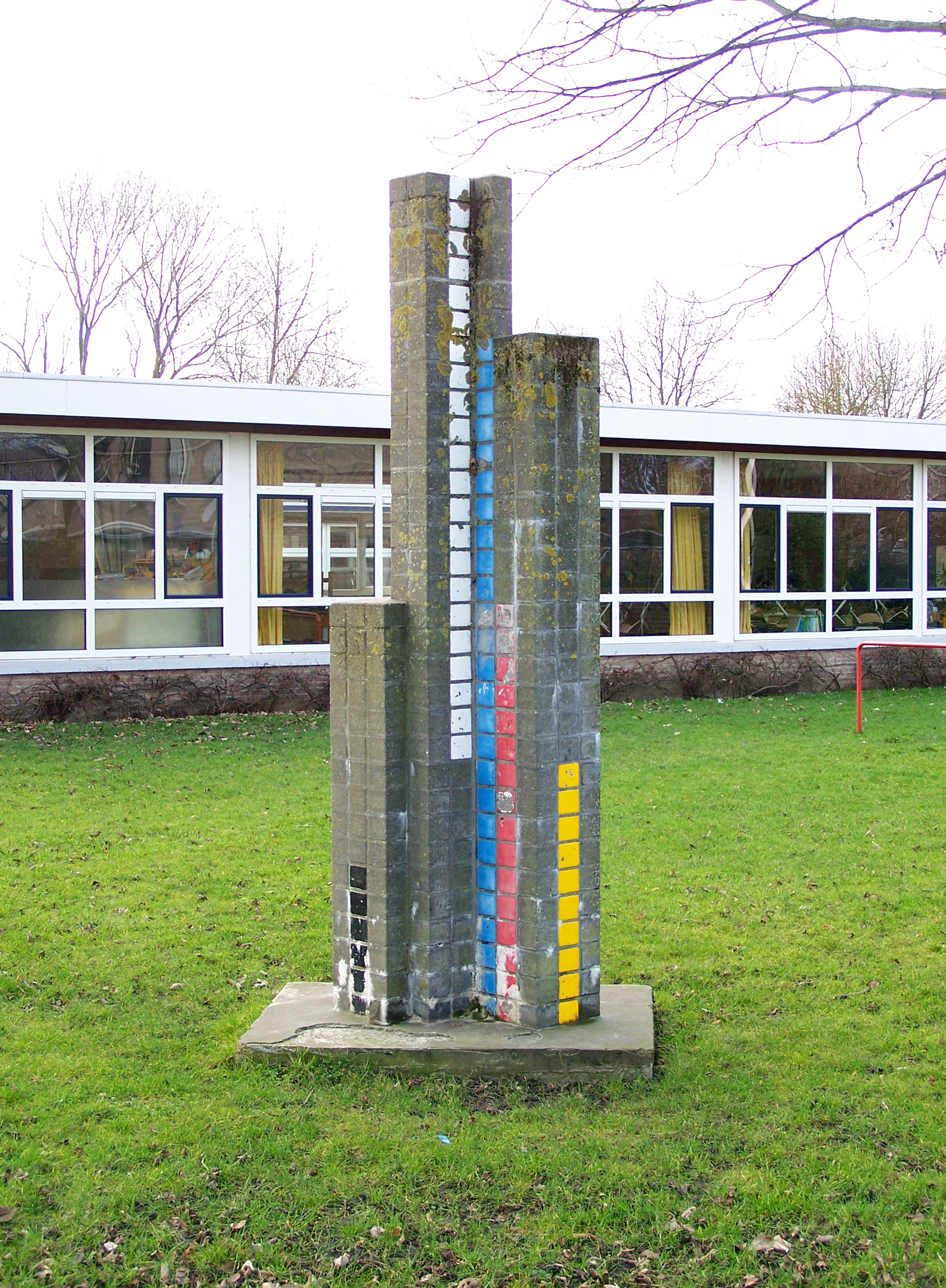
Theo Dobbelman: zonder titel (1980), Heerhugowaard

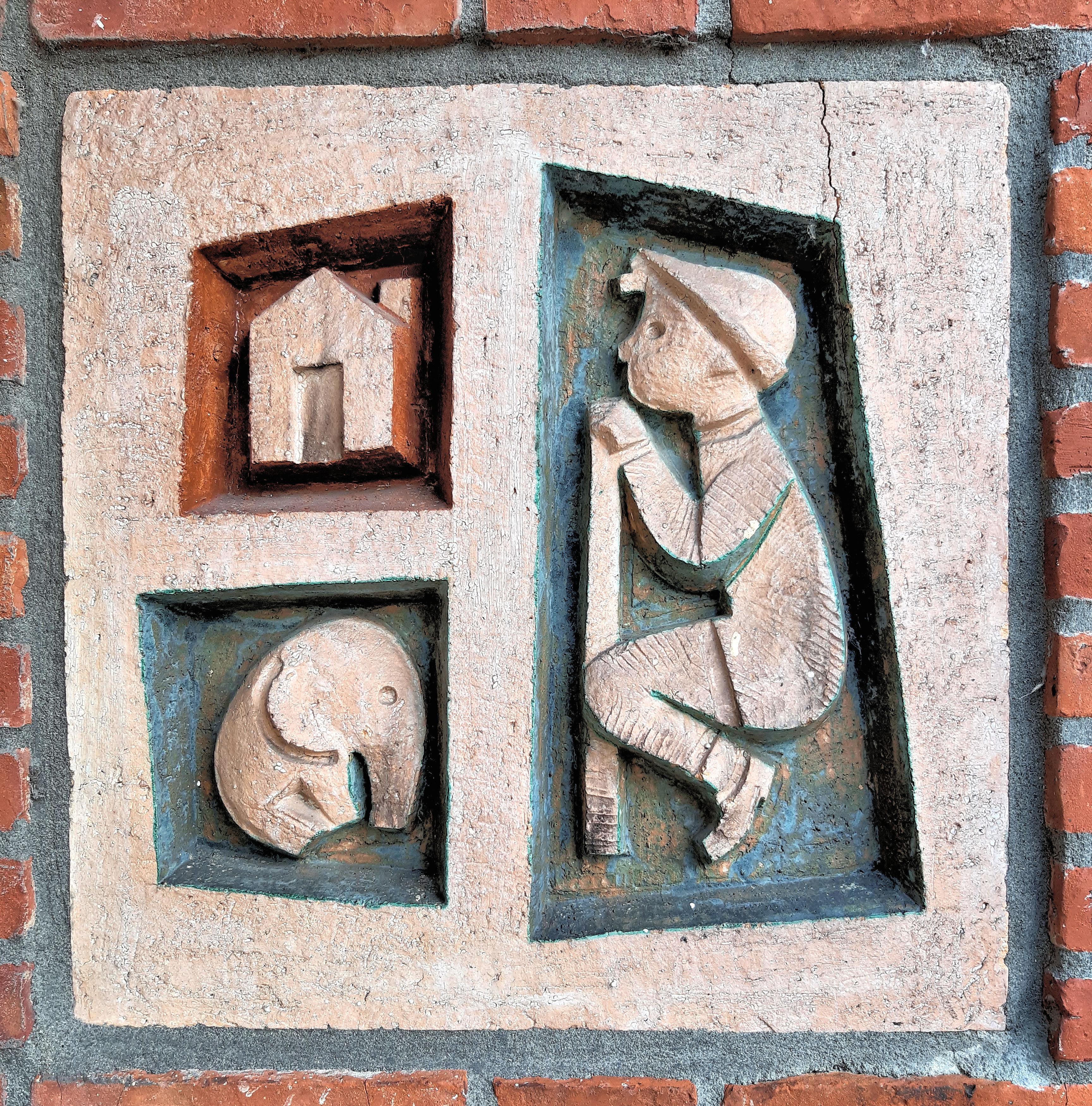
Mans Meijer: gevelsteen Nillmij (jaren 50), Assen

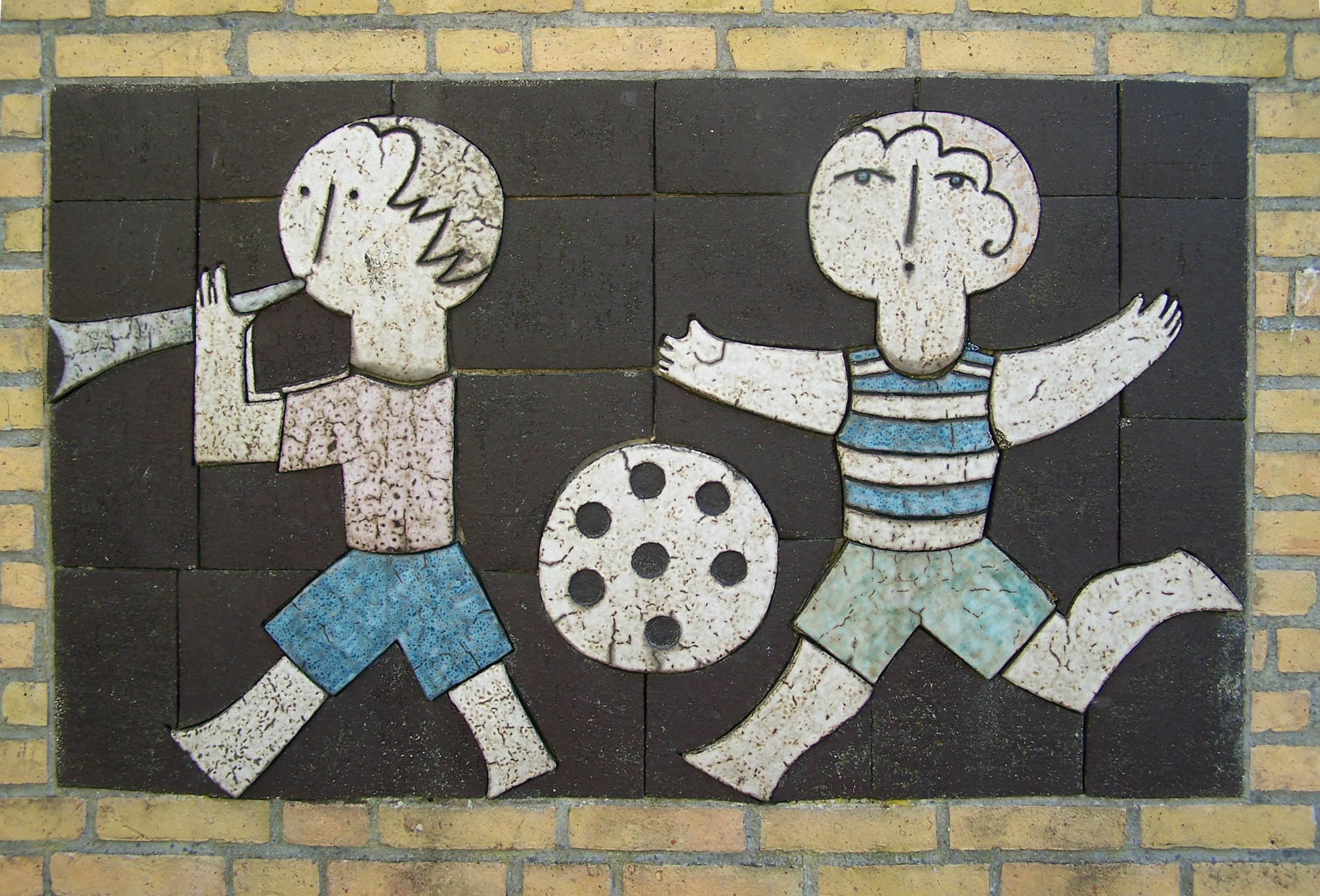
Hannie Mein: spelende kinderen, Leeuwarden

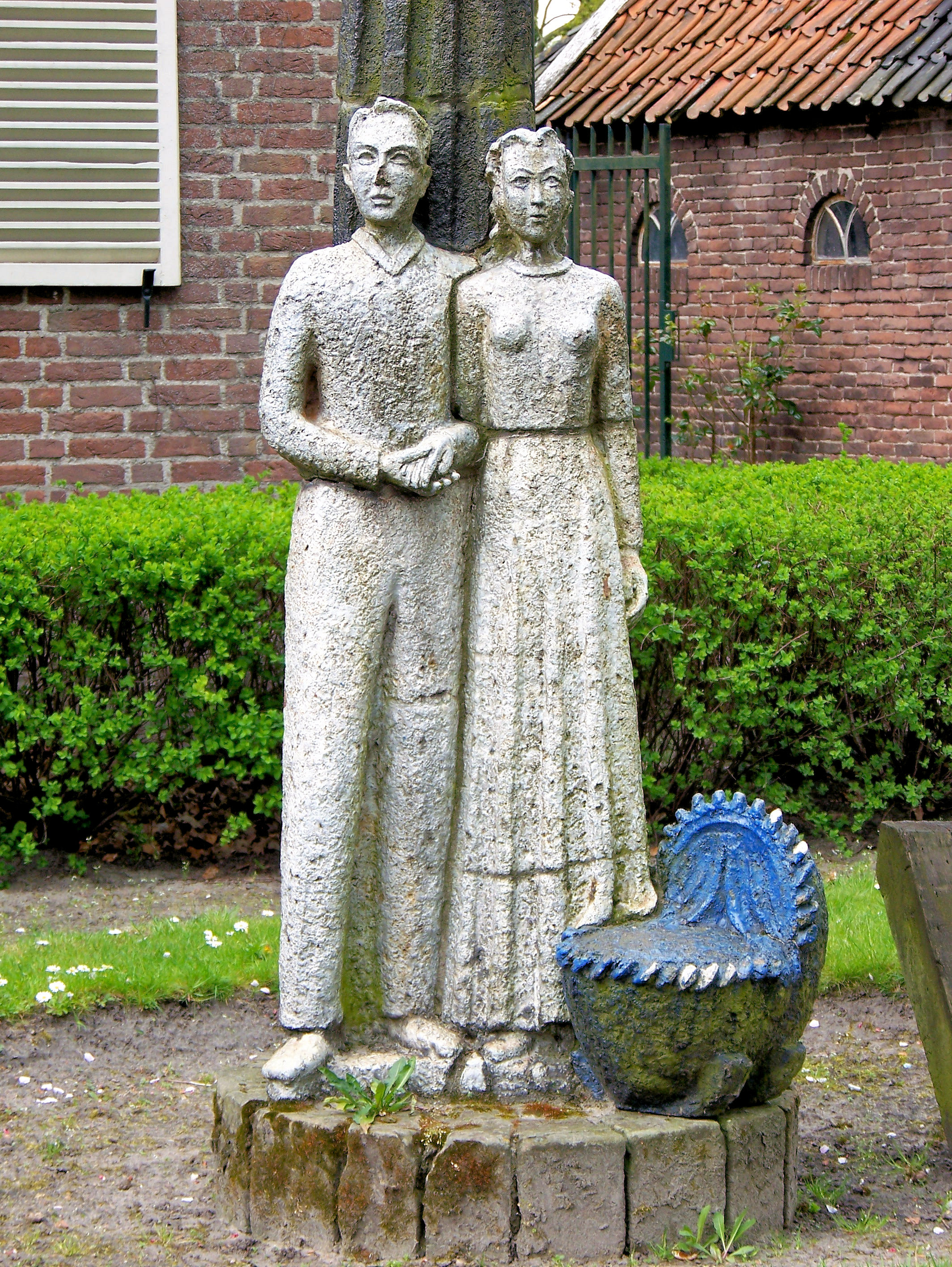
Anno Smith: Het Leven (1959), Diever

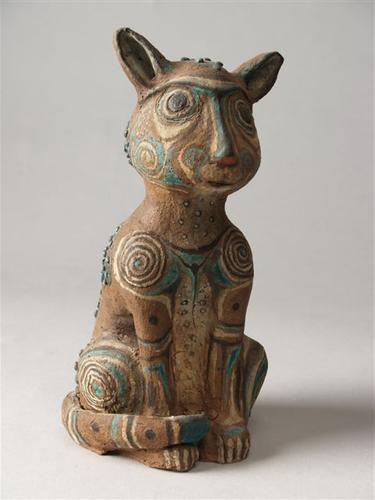
Etie van Rees: De zwerfkat (1970)

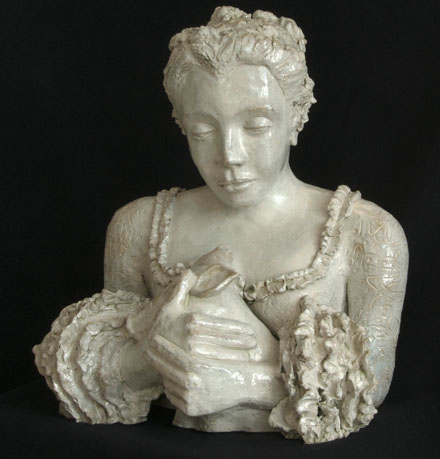
Lia van Rhijn: Marie Antoinette

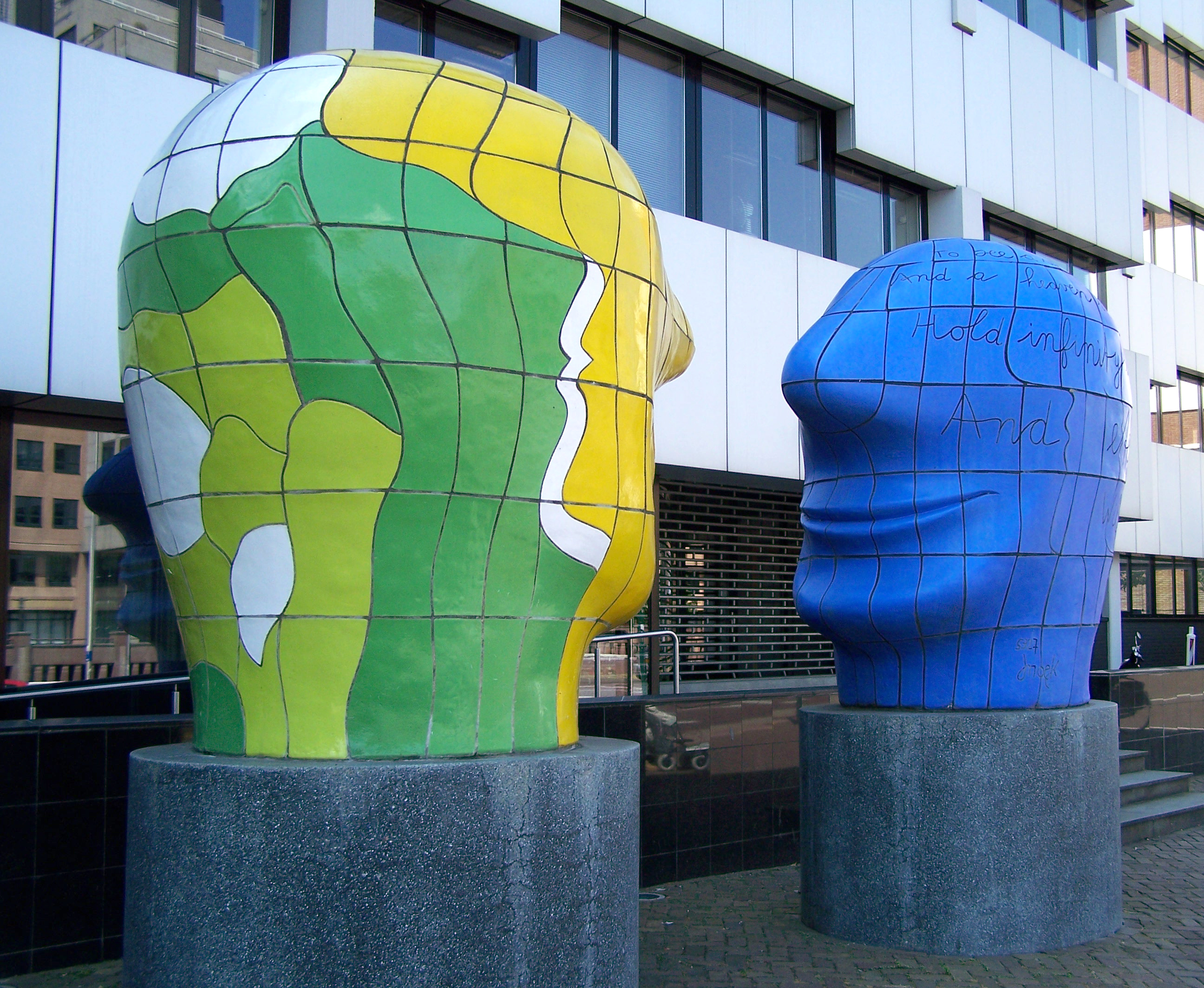
Jan Snoeck: Dialoog (2001), Deventer

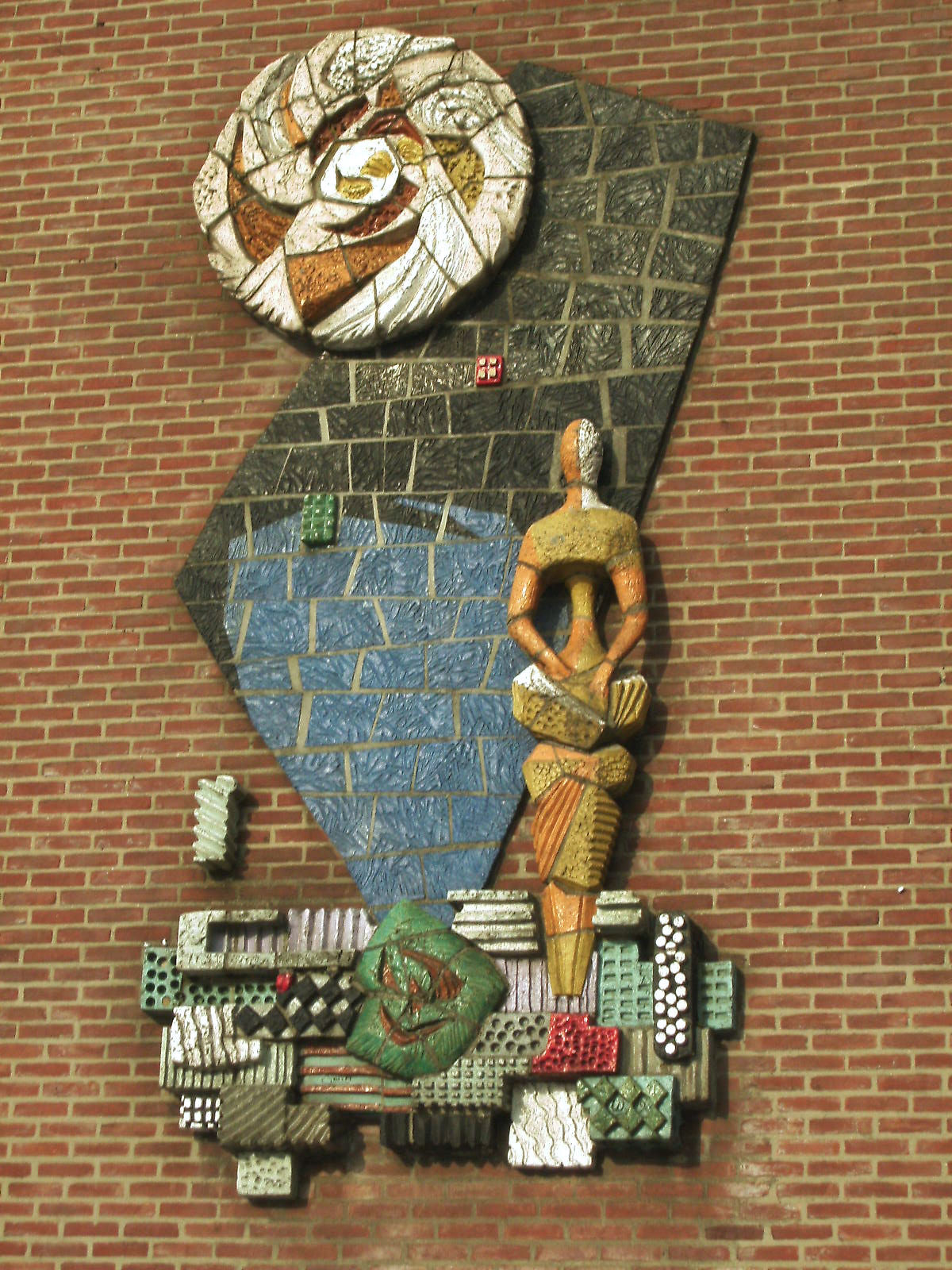
George van der Wagt: zonder titel (1972), Deventer

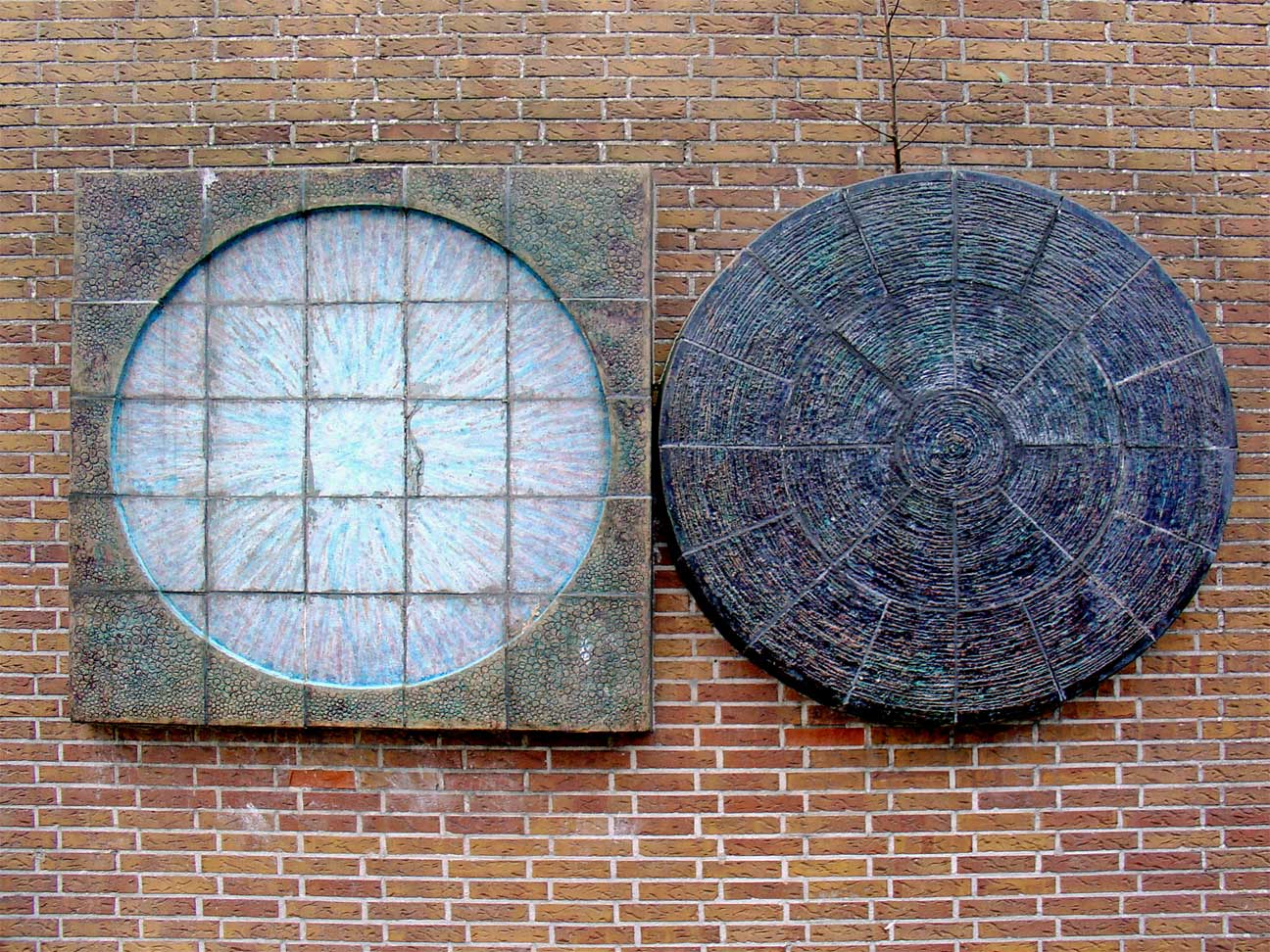
Maarten Witte van Leeuwen:Living-stone (1974), Gouda

Dit is een lijst van Nederlandse keramisten met een artikel op de Nederlandstalige Wikipedia, gerangschikt op alfabet. 

## A
- Cora Aa (1914-2007)
- Ellen Abbing-Roos (1935-2014)
- Cris Agterberg (1883-1948)
- Wim Ammerlaan (1932)
- Lies Arntzenius (1902–1982)
- Alex Asperslagh (1901-1984)
- Govert-Marinus Augustijn (1871-1963)

## B
- Sita Bandringa (1944)
- George Belzer (1937–2014)
- Agnes Berck (1933-2009)
- Arie van den Berg (1916-1991)
- Gerrit de Blanken (1894-1961)
- Joyce Bloem (1951-2017)
- Ad Braat (1919-2000)
- Henk Breuker (1914-2003)
- Johan Broekema (1943–2010)
- Coen Brouwer (1908-1991)
- Hugo Brouwer (1913-1986)
- Willem Coenraad Brouwer (1877-1933)

## C
- Lies Cosijn (1931-2016)
- Rie Cramer (1887-1977)

## D
- Carla Daalderop-Bruggeman (1928-2015)
- Cor Dam (1935)
- Jan Dekkers (1919-1997)
- Corrie Demmink (1895-1969)
- Sophie van der Does de Willebois (1891-1961)
- Theo Dobbelman (1906-1984)
- Dora Dolz (1941-2008)
- Rein Draijer (1899-1986)
- Jan van Druten (1916-1993)
- Lydeke von Dülmen Krumpelmann (1952)

## E
- Dick Elffers (1910-1990)
- Dries Engelen (1927)

## F
- Chris Fokma (1927–2012)
- Anton Fortuin (1880-1967)

## G
- Guido Geelen (1961)
- Jan van Gemert (1921-1991)
- Jan Hessel de Groot (1864-1932)

## H
- Berend Hendriks (1918-1997)
- Thera Hofstede Crull (1900-1966)
- Derk Holman (1916-1982)
- Henk Holman (1943)
- Dirk Hubers (1913-2003)

## J
- Jacob Jongert (1883-1942)

## K
- Harm Kamerlingh Onnes (1893-1985)
- Niels Keus (1939)
- Marian Kievits (1944-2008)
- Jac. J. Koeman (1889-1978)
- David van de Kop (1937-1994)
- Maria ten Kortenaar (1955)

## L
- Chris Lanooy (1881-1948)
- Geert Lap (1951-2017)
- Wietske van Leeuwen (1965)
- Luigi de Lerma (1907-1965)
- Frans Lommen (1921-2005)

## M
- Rijna Makkinga (1961)
- Lou Manche (1908-1982)
- Mans Meijer (1916-2011)
- Hannie Mein (1933-2003)
- Frank de Miranda (1913-1986)
- Phemia Molkenboer (1883-1940)

## N
- Barbara Nanning (1957)
- Bert Nienhuis (1873-1960)
- Herman Nieweg (1932-1999)
- Pepijn van den Nieuwendijk (1970)

## P
- Gerrit Patist (1947-2005)
- Peter Petersen (1947) (1947)
- Annemieke Post (1940)
- Joop Puntman (1934-2013)

## Q
- Leen Quist (1942-2014)

## R
- Henny Radijs (1915-1991)
- Etie van Rees (1890-1973)
- Kees van Renssen (1941)
- Judith Révész (1915-2018)
- Lia van Rhijn (1953)
- Gerda Roodenburg-Slagter (1940)
- Teun Roothart (1922-1982)

## S
- Lodewijk Schelfhout (1881–1943)
- Piet Schoenmakers (1919–2009)
- Norva Sling (1947)
- Frans Slot (1909–1974)
- Karel Sluijterman (1863-1931)
- René Smeets (1905-1976)
- Jant Smit (1919-1969)
- Anno Smith (1915-1990)
- Jan Snoeck (1927-2018)
- Ellen Spijkstra 1957
- Hetta Statius Muller (1930-2018)
- Suze van der Stok (1910-1989)
- Aart Stolk (1900-1960)
- Jan van Stolk (1920-1997)
- Rob Stultiens (1922-2002)

## T
- Heinz van Teeseling (1905-1982)
- Henk Tieman (1921-2001)
- Frans Tuinstra (1923-2003)

## U
- Mieke van Uden (1949)

## V
- Jan van der Vaart (1931-2000)
- Mirjam Veldhuis (1961)
- Cornelis Verwoerd (1913-2000)

## W
- George van der Wagt (1921-2007)
- Klaas Walta (1948)
- Els van Westerloo (1945)
- Gerard van Westerloo (1942)
- Piet Wiegman (1885–1963)
- Maarten Witte van Leeuwen (1924-1997)

## Z
- Peter van Zoetendaal (1945)